# ハンガリー料理

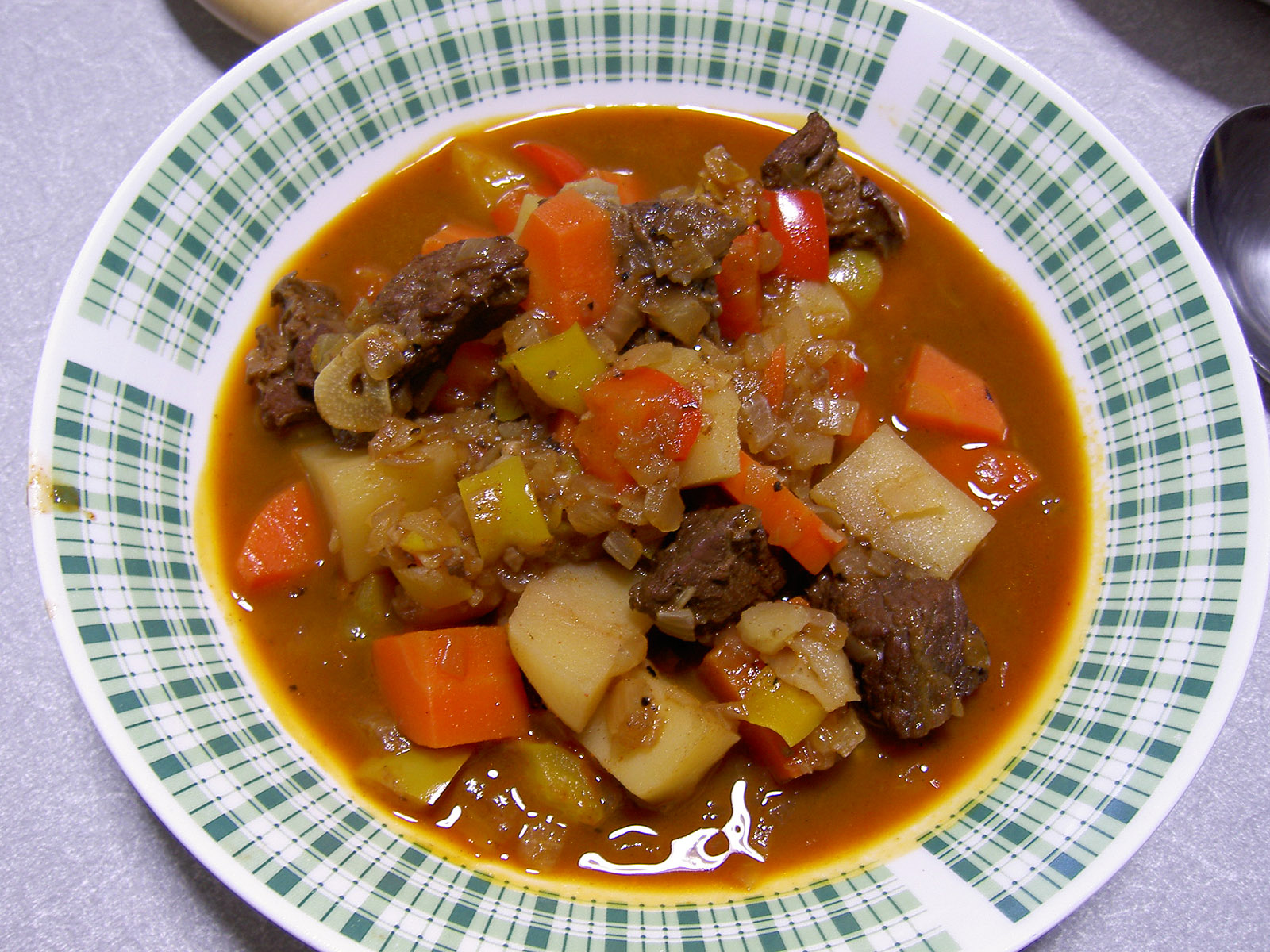
「グヤーシュ」スープ

ハンガリー料理/マジャル料理（ハンガリーりょうり/マジャルりょうり）は、ハンガリー国内および主要な民族であるマジャル人独自の料理である。伝統的なハンガリー料理は主に、肉、季節の野菜、果物、焼きたてのパン、チーズ、および蜂蜜を用いる。ハンガリー料理は、数世紀の歴史を持つ調味法や調理法に基づいている。

## 特徴

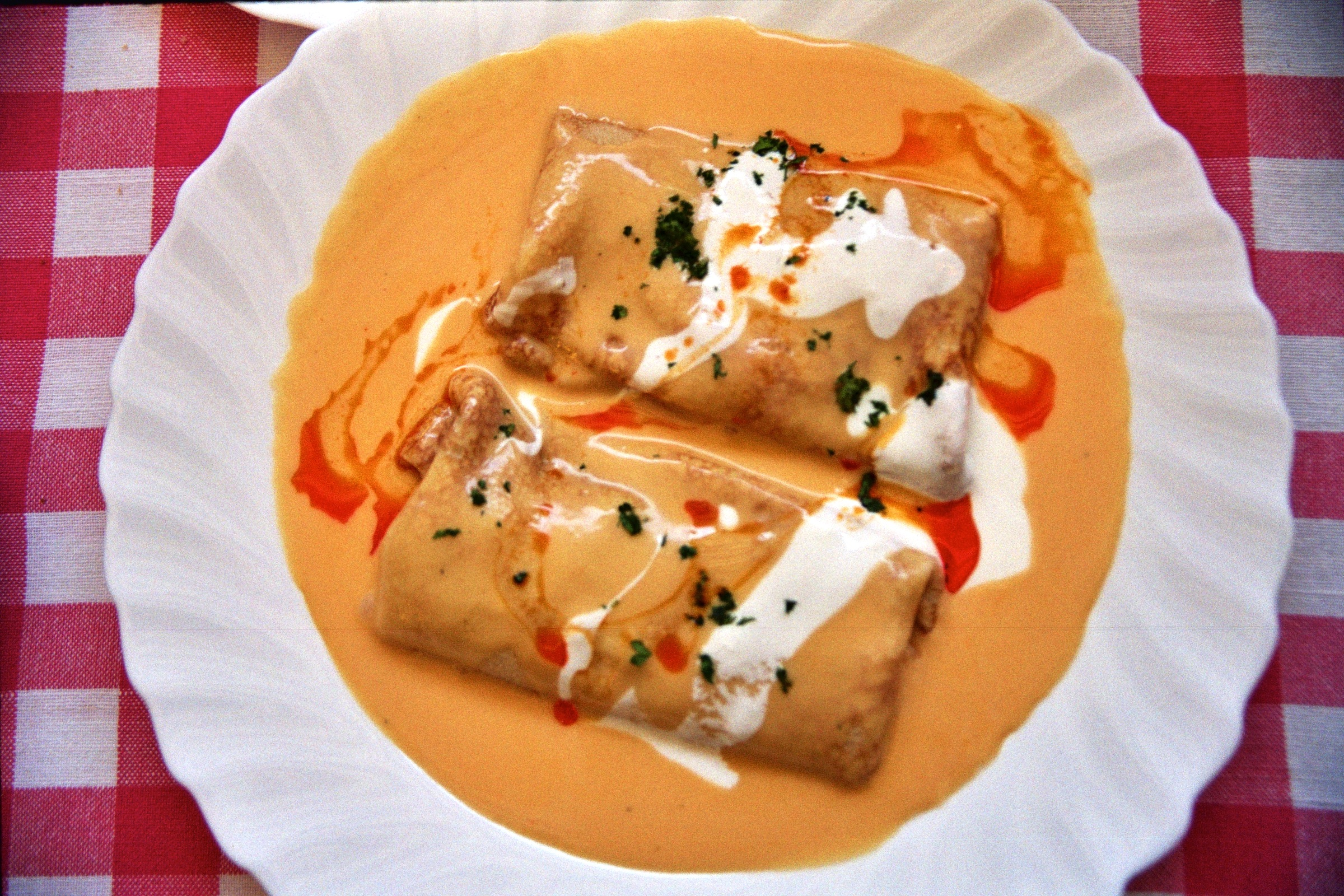
ショプロンで供される塩味の子牛肉入りパンケーキ、「ホルトバージ・パラチンタ (Hortobágyi palacsinta)」

ハンガリー人は特にスープ、デザート、ペイストリーと具入りのパラチンタ（クレープ状の薄いパンケーキ）を愛し、同じ料理についても地方の間に激しい競争意識が見られる。例えば、ハンガリーの辛い川魚のスープ、ハラースレーは、ハンガリーの主要な2つの川、ドナウ川とティサ川沿岸において調理法がそれぞれ異なる。他の有名なハンガリー料理には、ノケドリ（小さなダンプリング）を添えて供されるパプリカーシュ（サワークリームとパプリカのソースで肉を煮込んだシチュー）、グヤーシュ、挽いたクルミを振り掛け、フランベしてからダークチョコレート・ソースを添えて供されるグンデル・パラチンタおよびドボシュ・トルテがある。
ハンガリー料理において、地元では普通とされるものの外国人から驚かれる特有の2つの要素は、フェーゼレーク (főzelék) と呼ばれる野菜のシチュー と、ヒデグ・メッジュレヴェシュ（ハンガリー語: hideg meggyleves、スミミザクラのスープ）のような冷たい果物のスープである。
肉のシチュー、キャセロール、ステーキ、ローストした豚肉、牛肉、家禽、ラム、狩猟肉、およびハンガリー風ソーセージ（コルバース (Kolbász) ）およびテーリサラーミは、ハンガリー料理で主要な位置を占める。一つの料理に異なる種類の肉を混ぜることはハンガリー料理の伝統的な特徴である。グヤーシュ、テルテット・パプリカ（具入りパプリカ）、テルテット・カーポスタ、ファターニェーロシュ（Fatányéros, 木の大皿に乗せて供するハンガリーのミックスグリル）には、牛肉と豚肉、あるいは羊肉を組み合わせる。非常に高価な料理では、プラムやアンズのような果物が肉、辛いソース、狩猟肉の詰め物、ローストや薄切り冷肉とともに調理される。また、様々な種類の麺やダンプリング、ジャガイモ、米が副菜として供される。ハンガリー料理では幅広い種類のチーズが使われるが、最も一般的なチーズはトゥーロー (túró) というクヴァルクに似たフレッシュチーズ、クリームチーズ、ユートゥロー（juhturó, 羊乳チーズ）、オルダ (orda)、エメンタールチーズ、エダムチーズ、およびハンガリー産のトラッピシュタやパールプスタイである。
ドゥナーントゥール地方（ドナウ川西岸）は古くからガチョウ飼育が盛んで、フォアグラの大産地でもある。

## 調味料

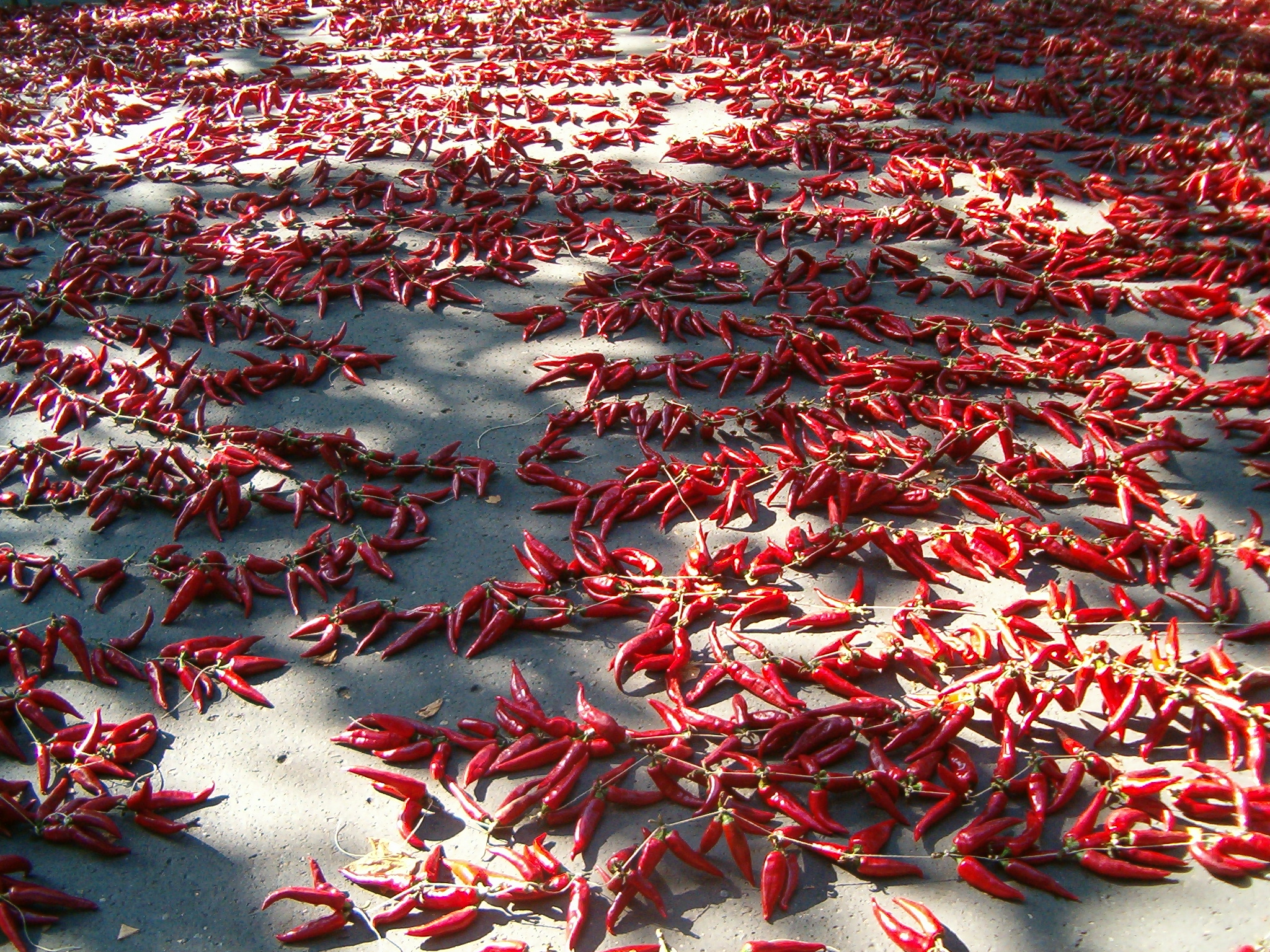
セゲドの唐辛子

唐辛子、ラード、および紫タマネギの組み合わせ、およびテイフル (tejföl) と呼ばれる濃いサワークリームの使用がハンガリー料理で一般的である。ハンガリー料理は唐辛子の使用により、辛いものが多く、ハンガリー料理がヨーロッパ生まれの料理で最も辛いともいわれる。唐辛子の他に、辛くないパプリカもまた日常的に使われる。タマネギは生のまま、あるいは煮たり炒めたりしてキャラメル化してから用いる。
このほかに、一般的な風味付けにはニンニク、パセリ、挽いた白または黒コショウ、粒黒コショウ、ローリエ、ディル、マジョラム、粒または粉に挽いたキャラウェイ、タイム、マスタード、タラゴン、酢、セイボリー、ラベージ、クリーピングタイム（ヨウシュイブキジャコウソウ）、チャービル、レモンの果汁および果皮、アーモンド、バニラ、ケシの実およびシナモンが使われる。この他にワイン、コリアンダー、ローズマリー、ジュニパーベリー、アニス、バジル、オレガノ、オールスパイス、ホースラディッシュ、クローブ、メース、およびナツメグが使用される。

## 歴史

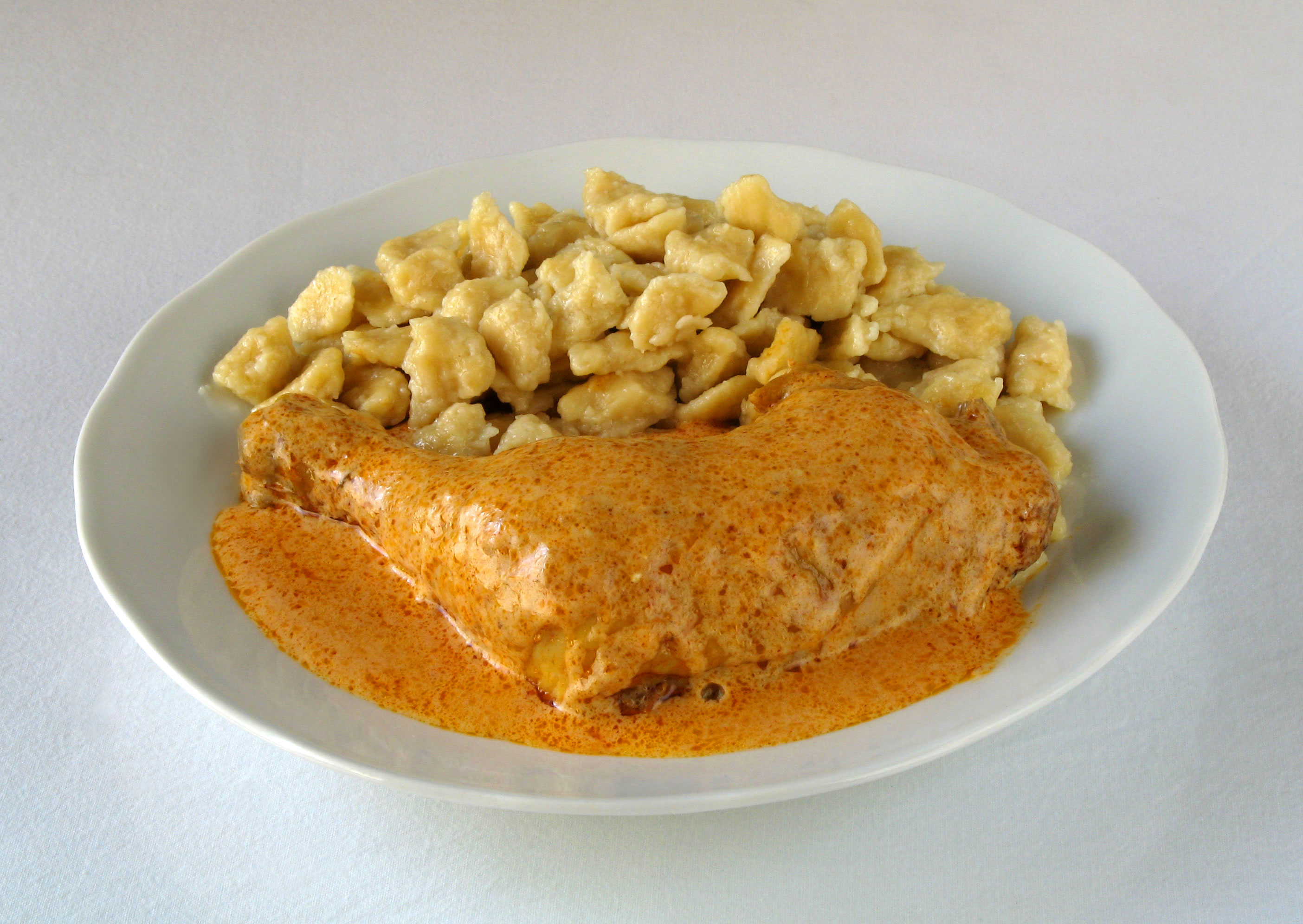
パプリカーシュチルケ・ノケドリヴェル（Paprikáscsirke nokedlivel, 鶏肉のパプリカーシュ、ノケドリ添え）

ハンガリー料理は、マジャル人の歴史に影響されてきた。ハンガリーの食における肉の重要性は家畜の重要性とマジャール人の遊牧民的な生活習慣により明らかであり、グヤーシュのような、火で調理する伝統的な肉料理に反映されている（マジャル語で「gulyás」は「牧夫の（食事）」を意味する）。煮込み料理ペルケルトや辛い川魚のスープ、ハラースレーは、伝統的に屋外で火にかけてボグラーチ（釜）で調理する。15世紀に、マーチャーシュ1世 とナポリ出身の妃ベアトリクスはイタリアで興隆していたルネサンス文化に影響され、ニンニク、ショウガ、メース、サフランおよびナツメグやタマネギのような新しい調味料や香辛料 や、果物を詰め物に用いたり肉と一緒に調理する料理法をハンガリーにもたらした。これらの香辛料のうち、ショウガやサフランは現在のハンガリー料理ではもはや使われていない。これ以降、非常に多数のサクソン人（ドイツ系民族）、アルメニア人、イタリア人、ユダヤ人、セルビア人がパンノニア平原とトランシルヴァニアに移住した。オスマン帝国領ハンガリーの時代には、様々な古典的トルコ料理の要素が取り込まれた。テレクメーズ (törökméz) と呼ばれる白いヌガー、マルメロの菓子、ロクムやハルヴァ、トルココーヒー、ベイグリ (Bejgli) と呼ばれるケーキ、トランシルヴァニアに見られるピラフのような米料理、パドリジャーンシャラータ（padlizsánsaláta, ナスのサラダ） (Eggplant salads and appetizers) 、ドルマに影響されたテルテット・パプリカ (Töltött paprika) やテルテット・カーポスタ（Töltött káposzta, 具詰めキャベツ）のような肉と野菜の料理などがこれに当たる。また、トウガラシはオスマン帝国時代に伝来した。そしてハンガリー料理はオーストリア＝ハンガリー帝国の下、オーストリア料理の影響を受けた。料理および調理手法がオーストリア料理から取り入れられ、またグヤーシュのようにハンガリー料理が逆にオーストリア料理に影響を与えた例もある。ハンガリーのケーキと菓子には、ドイツ・オーストリアの強い影響が見られる。現在のハンガリー料理は、古代アジアの要素にドイツ、イタリア、スラヴの要素を統合したものと言われている。ハンガリーの食文化は、ユーラシア大陸の食文化のるつぼであると考えることができる。

## ハンガリーの食事

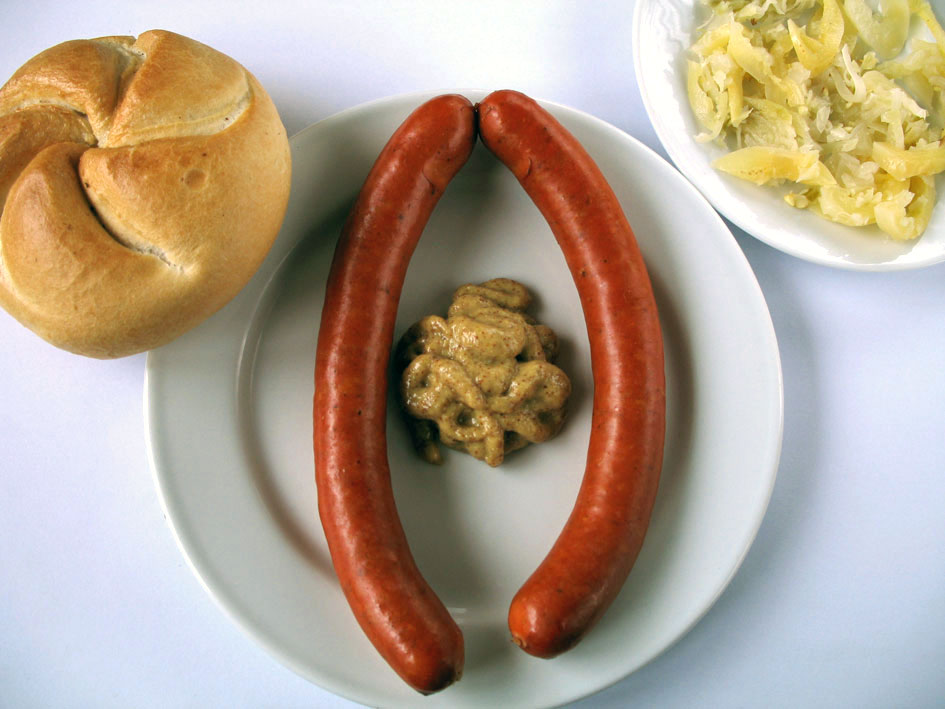
ヴィルシュリ (Virsli) のマスタード添え

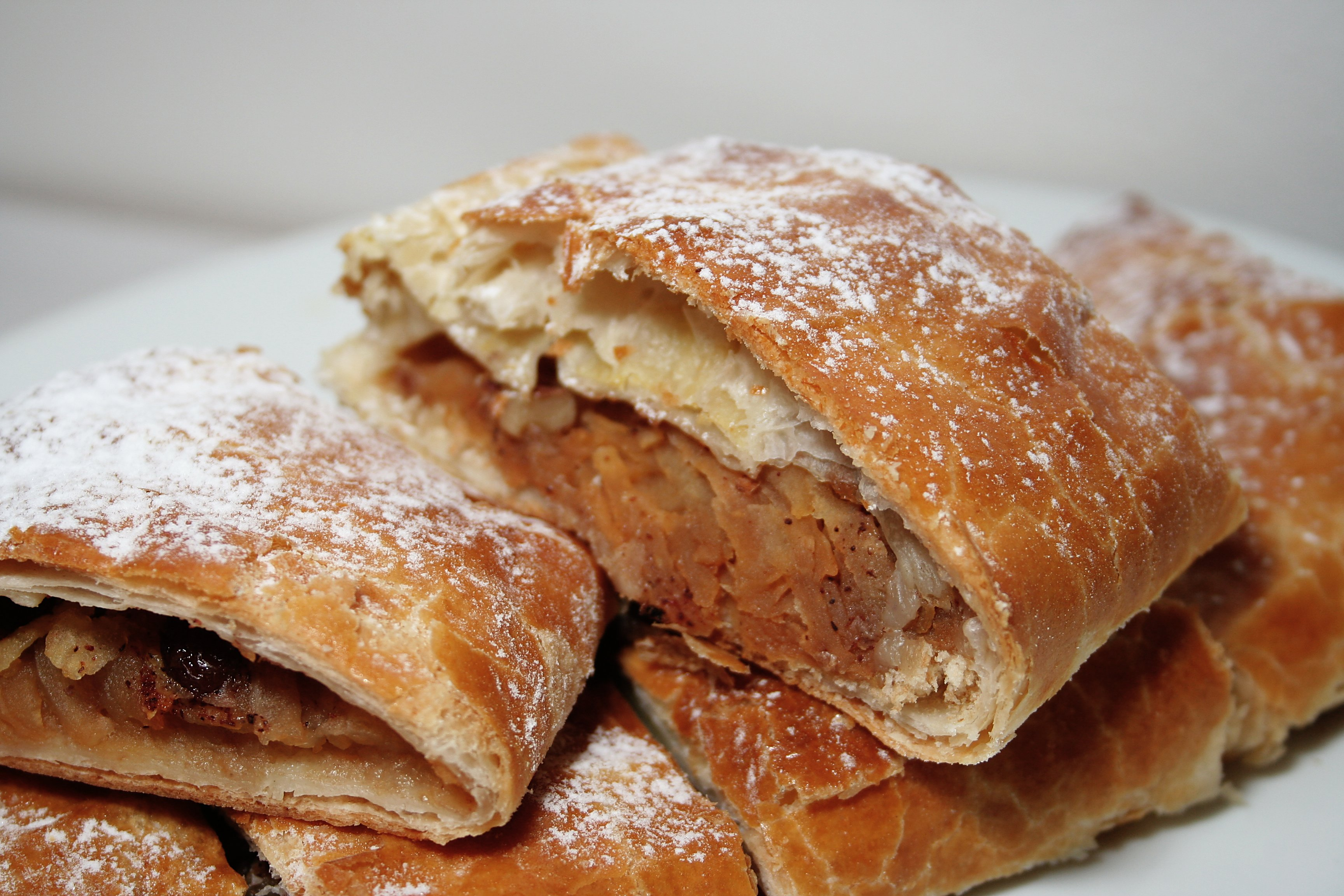
アルマーシュレーテシュ（Almásrétes, リンゴのシュトゥルーデル）

ハンガリーでは、多量の朝食を摂る。ハンガリーの朝食は、焼きたてのパンまたはトースト、バター、チーズや様々なクリームチーズ、トゥーロー (túró) やクルズット（Körözött, リプタウアー）、ハムのような薄切り冷肉、ヴェーレシュ・フルカ（véres hurka, ブラックプディングに似たブラッドソーセージ）、マーイクレーム(májkrém)またはケネーマーヤシュ（kenőmájas）というレバーパテやレバーソーセージ、ベーコン、サラミ、牛タン、モルタデッラ、ディスノーシャイト（disznósajt, ヘッドチーズ）、カバノス、ブリュー・ヴルストのようなソーセージや様々なハンガリー風ソーセージ（コルバース、Kolbász）で作るオープンサンドイッチが一般的である。卵料理（目玉焼き、スクランブルエッグ、ゆで卵）、ブンダーシュケニェール (bundáskenyér) と呼ばれるフレンチトースト、野菜（唐辛子、ピーマン、トマト、ハツカダイコン、ポロネギ、キュウリ）もハンガリーの朝食の定番メニューである。牛乳、紅茶、またはコーヒーと、菓子パン、キフリ、シュトゥルーデルといったペイストリー にジャムまたは蜂蜜をそえた朝食、またはミューズリーのようなシリアル食品の朝食もある。子供はテイベリジュ（tejberizs, ライスプディング）やテイベグリーズ（tejbegríz, セモリナの粥）にココアと砂糖をかけた朝食を食べることもある。朝食には熱い飲み物が好まれる。
「フォークで食べる朝食」を意味するヴィヤーシュレッゲリ (Villásreggeli) は、特別な行事の日や休日に食べる量の多い贅沢な朝食である。しばしば客を招待し、デビルドエッグ（詰め物をしたゆで卵）、冷たいステーキ、冷たいサラダ、サケのオムレツ、パンケーキ、クルズット、キャビア、フォアグラ、果物のサラダ、コンポート、フルーツヨーグルト、果汁、シャンパンとペイストリー、ケーキ、クッキーが供される。
昼食は1日で最も重要な食事であり、通常複数のコースから成る。魚、卵、あるいはレバーなどの冷製または温製の前菜から始まり、次にスープが供され、主菜が続く。主菜は甘いペイストリーまたは肉料理とサラダで、デザートが続く。最後に果物が出ることもある。ハンガリーではパラチンタ（パンケーキ）は主菜とされ、朝食としては食べない。サラダは常に肉料理と共に供され、レタス、トマト、キュウリとタマネギを合えたものか、またはヴィネグレットソースで和えたキュウリの薄切りである。ロシアサラダやポテトサラダは、茹でたジャガイモ、野菜、固ゆで卵、キノコ、肉や魚の揚げ物や茹で物を、ヴィネグレットソースやマヨネーズで和えるか、ゼリーで寄せてアスピックとしたもので、前菜または主菜となる。
一部の人や子供は午後に、ウソンナ (uzsonna) と呼ばれる軽い食事として通常オープンサンドイッチを食べる。夕食は昼食に比べて重要な食事ではなく、朝食に類似しており、オープン・サンドイッチとヨーグルト、またはヴィルシュリ (Virsli) とバンズのホットドッグが通常で、食後にデザートとしてケーキやパンケーキ（パラチンタ）を食べることはまれであり、単品の料理で済ませる場合が多い。

## 行事食
クリスマスには、ハンガリー人はハラースレー（魚のスープ）を食べる。ガチョウ、シチメンチョウやアヒルのロースト とテルテット・カーポスタ（ロールキャベツ）を供することもある。クリスマス菓子はクルミや芥子の実を巻いた焼き菓子ベイグリやサロンツコルのようなクリスマスツリーに飾りつけるキャンディーで、後者はクリスマス期間中誰もがツリーから直接取って食べる。シルヴェスター（Szilveszter、大晦日の夜）には、ヴィルシュリとヒラマメのスープを食べて祝う。年が明けると、二日酔いを治すといわれるヒラマメのスープやコルヘイレヴェシュ（korhelyleves、肉とザワークラウトのスープ） を摂る人が多い。フーシュヴェート（Húsvét、復活祭）の食事に特別な料理はほとんどないが、ハンガリー人の中には（特に旧サボルチ県では）、トゥーローと卵から作るシャールガ・トゥーロー（Sárga túró）という黄色く甘いチーズを作る人もいる。

## 主なハンガリー料理

### スープ

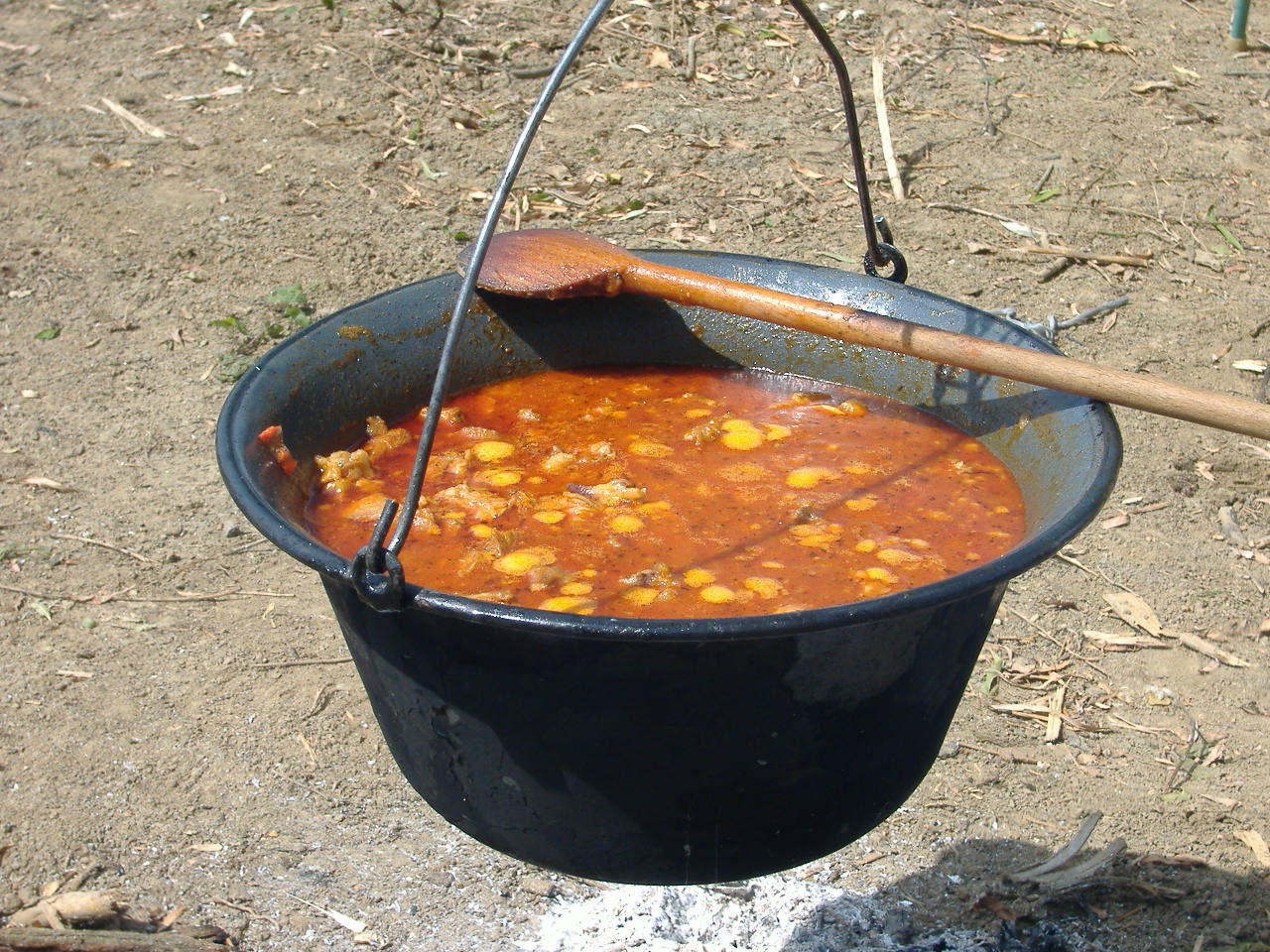
伝統的なボグラーチ（釜）で作る「釜煮グヤーシュ」

- グヤーシュレヴェシュ (Gulyásleves) ：グヤーシュスープ。ハンガリーのグヤーシュはルーやスメタナでとろみをつけないので、ドイツやオーストリアのグヤーシュ（グーラッシュ）よりもはるかにさらっとしているのが特徴。セーケイグヤーシュ (Székelygulyas) のようなシチュー状のグヤーシュは例外。具を多くするとグヤーシュフーシュ（Gulyáshús,「グヤーシュ肉」）と呼ばれる。
- ハラースレー：辛いパプリカで作る、有名な川魚の辛いスープ。コイ、ナマズ、チョウザメ、パーチ、ノーザンパイクなどが用いられる。地方によって変異が大きい。
- フーシュレヴェシュ (Húsleves)：透明な肉のスープ。鶏肉または子牛肉で作り、野菜とチペトケ (Csipetke) という薄いダンプリングが入る。
- ヒデグ・メッジュレヴェシュ (Hideg meggyleves)：スミミザクラの冷製スープ
- ヨーカイ・バブレヴェシュ (Jókai bableves)：作家ヨーカイ・モールの名を冠したインゲンマメのスープ
- ヴァドゴンバレヴェシュ (Vadgombaleves)：キノコのスープ
- ボルレヴェシュ (Borleves)：ワインのスープ
- パローツレヴェシュ (Palócleves)：ハンガリー北東部の民族集団、パローツの名を冠したスープ
- ケメーニィマグレヴェシュ (Köménymagleves)：キャラウェイシードのスープ

### 主菜

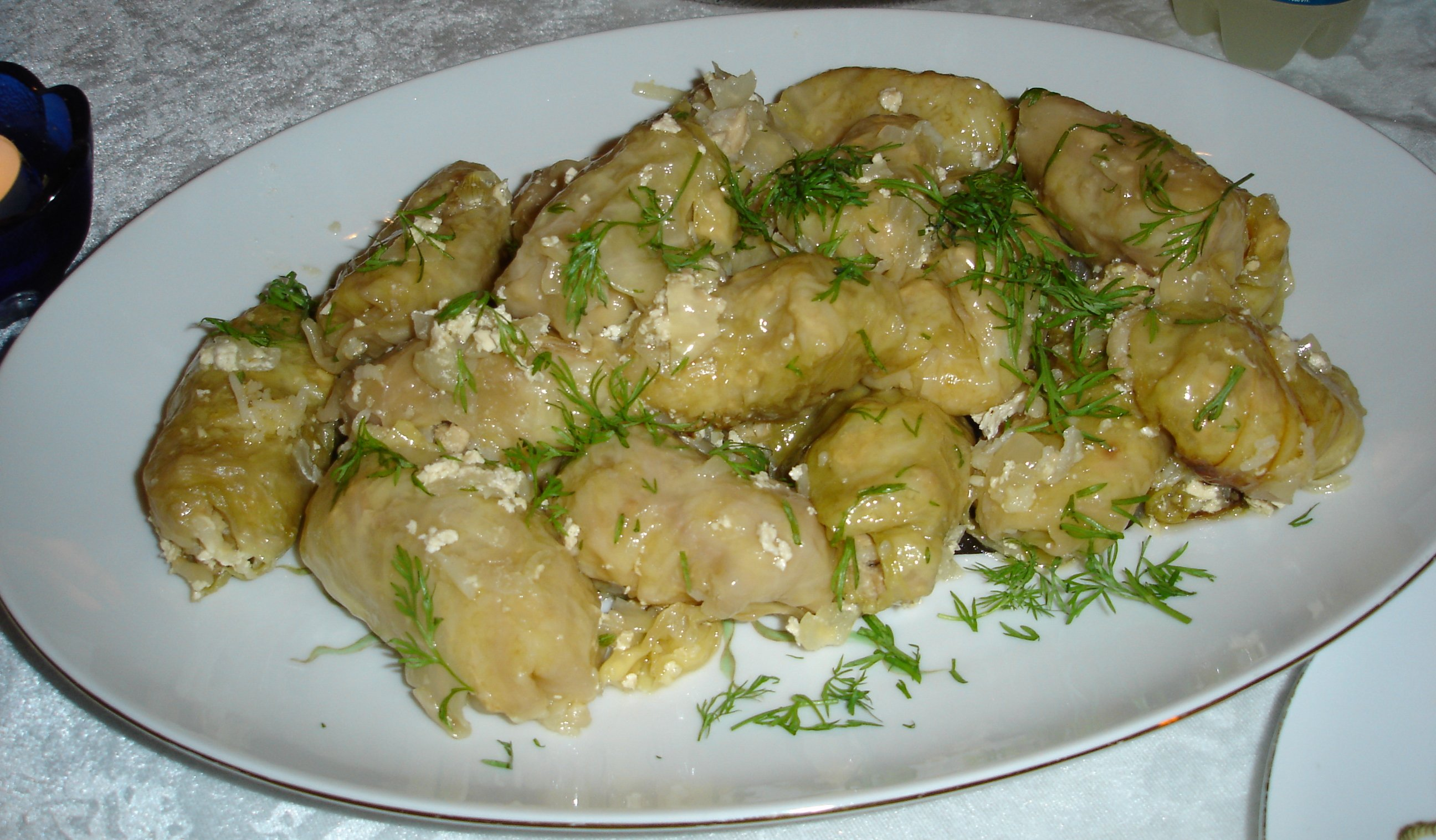
テルテット・カーポスタ（具詰めキャベツ）

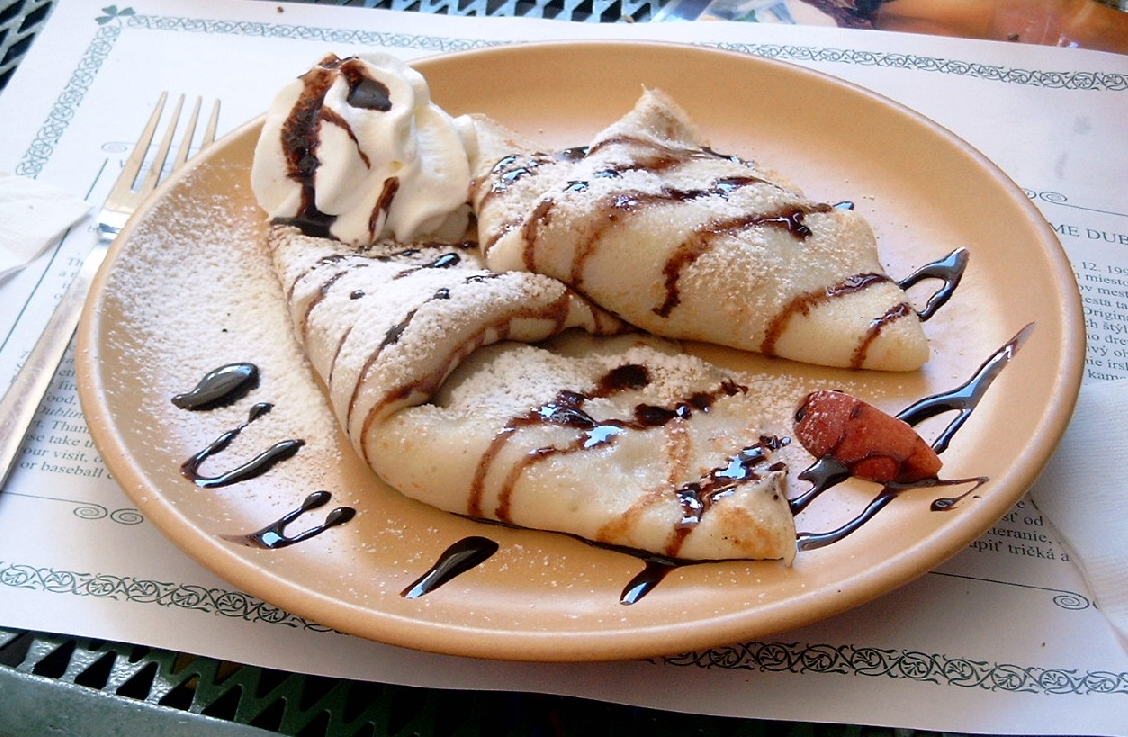
ナッツを詰めたグンデル・パラチンタ、チョコレートソース添え

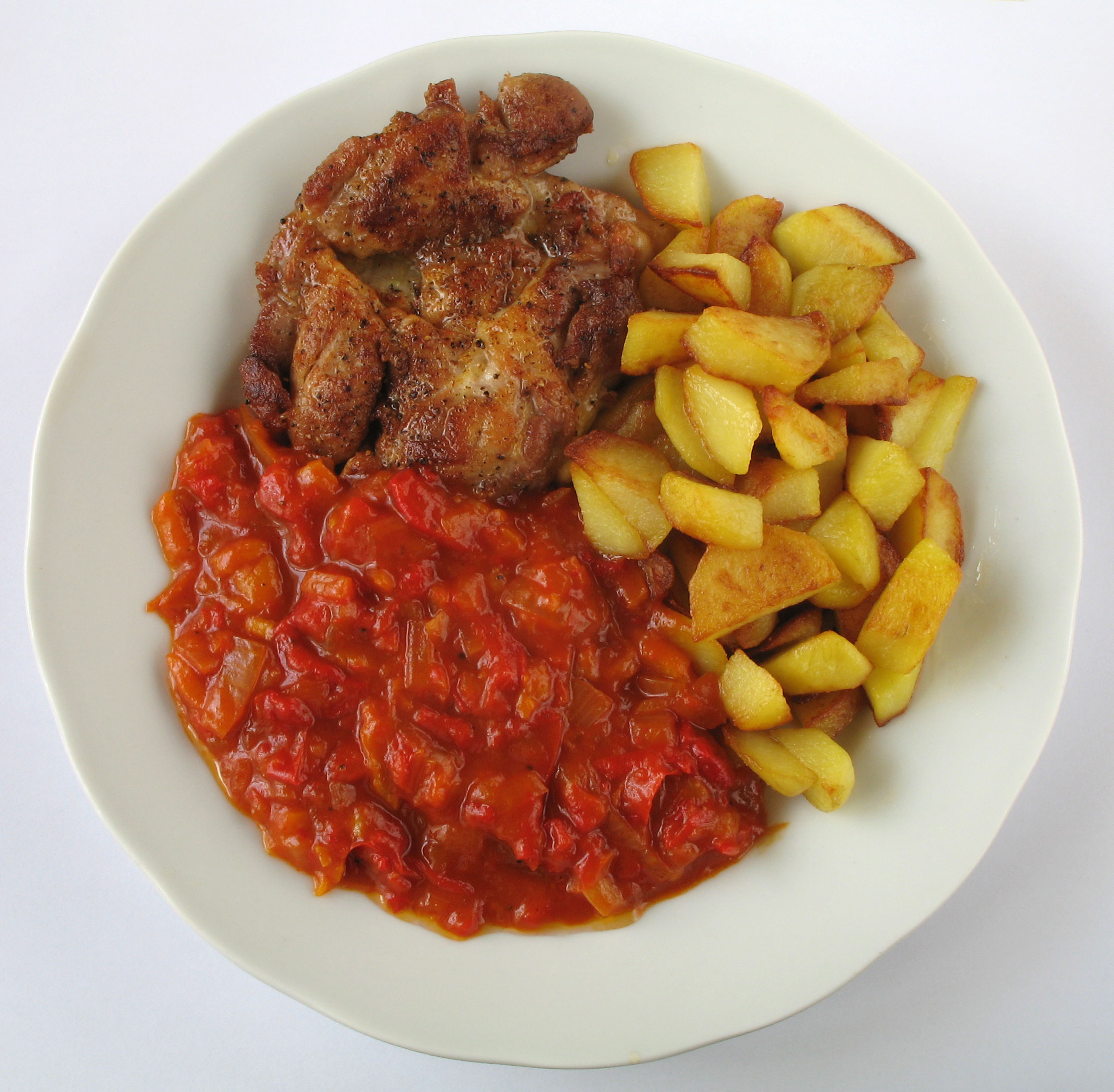
レチョー（左下の赤い料理）

- テルテット・カーポスタ (Töltött káposzta)：具詰めキャベツ
- テルテット・パプリカ (Töltött paprika) ：具詰めパプリカ。挽き肉、米と香辛料を合わせた具を詰めたもの。
- テルテット・トヤーシュ (Töltött tojás) ：茹で卵を縦半分に切り、黄身を潰して調味し、白身に詰め直した料理。デビルドエッグのように黄身をマヨネーズで和えて冷製とするか、サワークリームで和えてオーブンで焼き、温製で供する。
- フェーゼレーク (Főzelék) ：野菜をルーで煮込んだ料理
- レチョー (Lecsó) ：トマトと青トウガラシ、タマネギを主とした数種の野菜煮込み[15]
- スーズ・テケルチェク (Szűz tekercsek) （挽き肉を詰めた「乙女のルラード」の意味）
- ペチェニェ (Pecsenye) ：薄い豚肉ステーキのキャベツ添え。またはファターニェーロシュ（fatányéros,「木の皿料理」）：ハンガリーの木の大皿で供するミックスグリル[16]）
- ベーチ・セレット (Bécsi szelet)：ヴィーナーシュニッツェル。
- シュテファーニア・セレット (Stefánia szelet)： 中に固ゆで卵を入れたミートローフ。切り分けると、中央に茹で卵の断面が現れる
- トゥーローシュ・チュサ  (Túrós csusza) ：ガルシュカと呼ばれるダンプリングや他の麺をトゥーローと和え、ベーコンを加えて塩味で、または甘くして供する
- セーケイグヤーシュ (Székelygulyás)：3種類の肉を用いたグヤーシュシチュー
- ペルケルト (Pörkölt) ：ルーを用いた肉のシチュー
- チルケパプリカーシュ (Csirkepaprikás) ：たっぷりの甘口パプリカとクリームまたはテイフル (tejföl) と呼ばれる濃いサワークリームで煮込んだ鶏のシチュー
- パプリカーシュ・クルンプリ (Paprikás krumpli) ：辛いソーセージとジャガイモのパプリカ煮込み
- ラコット・クルンプリ (Rakott Krumpli)：ジャガイモのキャセロール。レシピ（英語）参照
- ラコット・カーポスタ (Rakott káposzta)：キャベツを層状に重ねた料理
- ショレット (Sólet) ：インゲンマメ、オオムギ、パプリカ、牛肉、ガチョウ肉、卵の煮込み料理。卵は殻ごと鍋に入れてゆで卵にし、食べる前に殻を剥いて半分に切り、煮込みと一緒に供する。アシュケナジム由来の料理で、ユダヤ教徒は安息日の始まる金曜日の日没からオーブンまたはパン焼き窯でゆっくりと蒸し焼きにし、土曜日に食べた。チョレントに類似。
- オロス・フーシュシャラータ (Orosz hússaláta)：オリヴィエ・サラダ
- パラチンタ (Paracsinta)：具入りの薄いパンケーキ。フィリングは通常はジャムで、干し葡萄入りの甘いトゥーローや肉の場合もある。
- ホルトバージ・パラチンタ (Hortobágyi palacsinta) ：子牛肉シチューを具としたパラチンタ
- グンデル・パラチンタ (Gundel palacsinta)：グンデル風パラチンタ。具はクルミでチョコレートソースを掛け、フランベすることがある。
- ラコット・パラチンタ (Rakott palacsinta)：甘いカッテージチーズ、レーズン、ジャム、クルミとパンケーキを層に重ねた料理
- チャーサールモルジャ (Császármorzsa)：小さくちぎった甘いパンケーキ
- ラーントット・シャイト (Rántott sajt)：チーズにパン粉をまぶして揚げた平たいチーズクロケット
- ゴンボツェン (Gombotzen)、シルヴァーシュゴンボーツ (Szilvásgombóc)：甘いプラムをフィリングにしたジャガイモダンプリング。余った生地はニョッキという小さなダンプリングにして加え、炒めた甘いパン粉かシュトロイゼルをまぶす。ドイツのクネーデルに類似。
- トゥーローゴンボーツ (Túrógombóc)：甘いトゥーローを詰めたジャガイモダンプリング

### ソーセージと薄切り冷肉

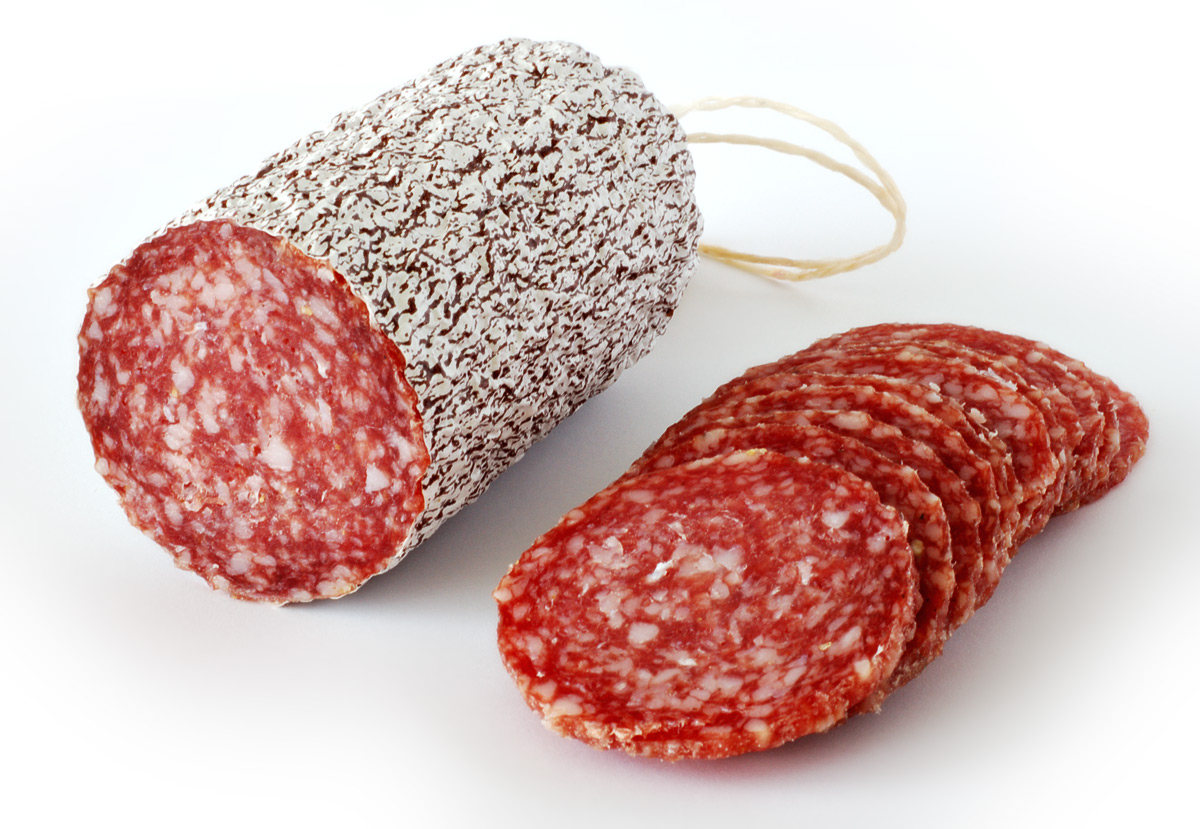
テーリサラーミ

- フルカ (Hurka)：ソーセージ。マーヤシュ・フルカ (májas hurka) という豚レバー、肉と米で作るレバーソーセージと、ヴェーレシュ・フルカ (véres hurka) という血のソーセージの2種類がある。
- テーリサラーミ (Téliszalámi)：香辛料で風味付けした肉を冷燻して乾燥・熟成させる。最も有名な銘柄はピックセゲド
- ヘルツサラーミ (Herz Szalámi)：ブダペスト産サラミ
- チャバイサラーミ (Csabai szalámi) とコルバース (Kolbász) ：ベーケーシュチャバ産の香辛料の効いたサラミと薫製ソーセージ
- ジュライ・コルバース (Gyulai kolbász)：ジュラ (Gyula, Hungary) 産の、香辛料の効いたソーセージ
- デブレツェニ・コルバース (Debreceni kolbász) ：デブレツェンのソーセージ
- ディスノーシャイト (Disznósajt)：肉の煮こごりと肉の薄切りのアスピックにゼラチンを加えた寄せもの。ヘッドチーズ
- サロンナ (Szalonna) ：燻煙した豚の背脂肉。通常の朝食用ベーコンより脂の多い背肉のベーコン
- ヴィルシュリ (Virsli)：ホットドッグ用ソーセージのように細長いソーセージで、茹でてパンとマスタードと共に食べる

### 菓子とケーキ

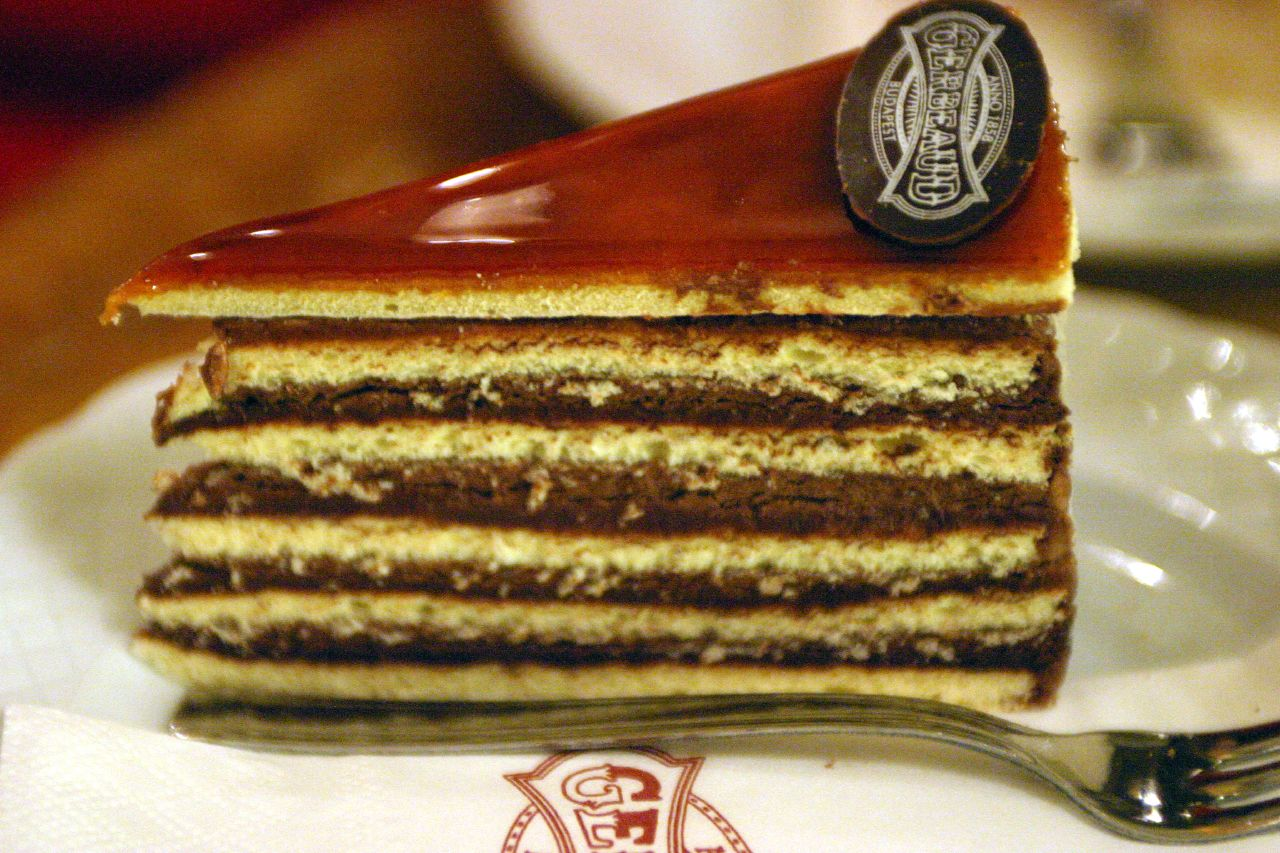
ドボシュ・トルタ

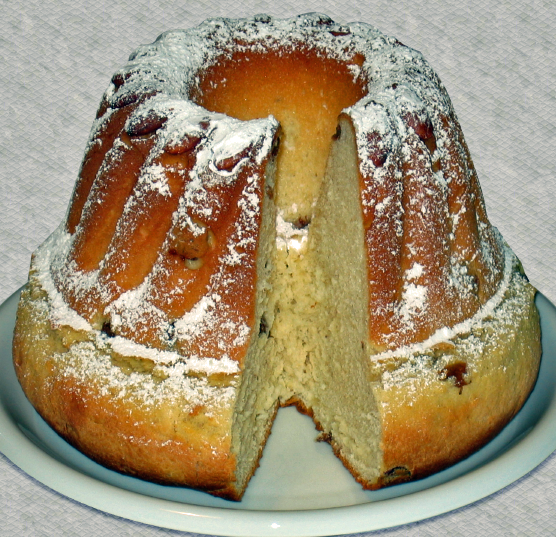
クグロフ

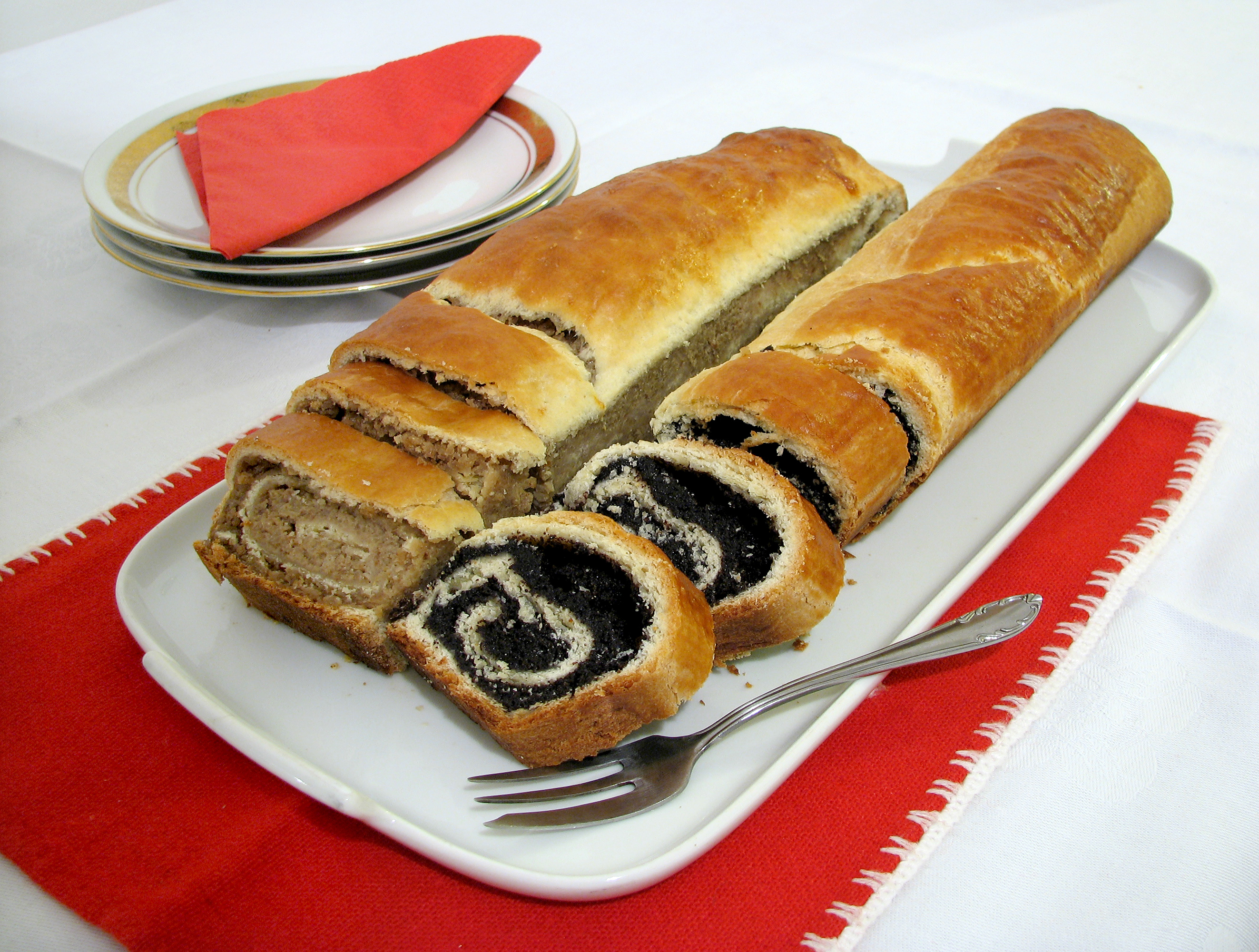
クルミ（左）とケシの実（右）のベイグリ

- ドボシュ・トルタ (Dobos torta)：チョコレートペーストと薄切りのスポンジケーキを層状に重ね、表面をキャラメルとナッツで覆ったトルテ（ケーキ）
- リンツァー・トルタ (Linzer torta)：上面が格子状のジャムタルト
- リゴー・ヤンチ (Rigó Jancsi) ：チョコレートスポンジケーキにチョコレートクリームを挿み、ダークチョコレートのアイシングを表面に塗った立方体状のケーキ
- ゲステニェピュレー (Gesztenyepüré)：茹でた甘いヨーロッパグリの実を磨り潰して砂糖とラム酒を加えてピュレにし、ホイップクリームを乗せたもの
- ベイグリ（ハンガリー語版）[1]：イースト生地や練りパイ生地でクルミやケシの実のフィリングを包んだ、クリスマスや復活祭に食べる焼き菓子。クルミのベイグリはディオーシュ・カラーチ（diós kalács）、ケシの実のベイグリはマーコシュ・カラーチ（mákos kalács）とも呼ばれる
- キュルテーシュカラーチ (Kürtőskalács)：菓子パンの生地を棒に巻き付けて回転させながら野外の火で焼き上げるケーキ。トランシルヴァニアの特産でありハンガリー最古のペイストリー。調理法はドイツのバウムクーヘンやリトアニアのシャコティス、ポーランドのセンカチュと共通する
- メーゼカラーチ (Mézekalács)：ジンジャーブレッドの一種
- ピテ (Pite)：ショートクラスト（練りパイ生地）を用いたパイ。主な種類にアルマーシュ・ピテ（Almás Pite, アップルパイ）、チョコラーデーシュ・ピテ（Csokoládés Pite, チョコレートパイ）、トゥーローシュ・ピテ（Túrós Pite, トゥーローのパイ）などがある。
- チェレゲ (Csöröge) またはフォルガーチュファーンク (forgácsfánk)：カリッとして軽いハンガリーの薄い揚げ菓子[1]。小麦粉の生地を薄く延ばしてねじって揚げ、粉砂糖をまぶしたもの。ポーランドのファヴォルキ（ポーランド語版）、フランスのビューニュと類似する。
- ヴァニーヤーシュ・キフリ (Vaníliás kifli) ：バニラ味の三日月パンあるいは小さな三日月型ビスケット
- ババピシュコータ (Babapiskóta)：ビスコッティ・サヴォイアルディ。細く軽く、脆くてサクサクした甘いビスケット。
- レーテシュ (Rétes)：シュトゥルーデル。キャベツやキノコを巻いた塩味のレーテシュもある。
- クグローフ (Kuglóf)：伝統的なオーストリア-ハンガリーのコーヒータイムのケーキ
- レクヴァーロシュ・ブクタ (Lekváros Bukta) またはブクタ (Bukta) ：ジャム、トゥーローまたは挽きクルミを詰めた焼き菓子
- レクヴァーロシュ・テケルチュ (Lekváros tekercs)：スポンジケーキにジャムを乗せて巻いたロールケーキ
- レクヴァール (Lekvár) ：果物を煮詰めて作るスプレッド
- ビルシャルマシャイト (Birsalmasajt) [17]：マルメロの果実で作るゼリーまたはスプレッド
- テレクメーズ (Törökméz)[9]：砂糖、卵白、蜂蜜、クルミ片で作る甘く粘りのある白いヌガーを、2枚のウエハースの間に挟んだもの
- ハルヴァ (Halva)：ヒマワリの種で作るトランシルヴァニアの甘い菓子。トルコ起源
- マダールテイ (Madártej)  ：「鳥のミルク」。クレーム・アングレーズにメレンゲを浮かべたデザート
- トゥーロー・ルディ (Túró Rudi)：甘いトゥーローを詰めたチョコレートバー
- サロンツコル：クリスマスツリーに飾り付けるチョコレート菓子。

### その他
- ラーンゴシュ：揚げパン

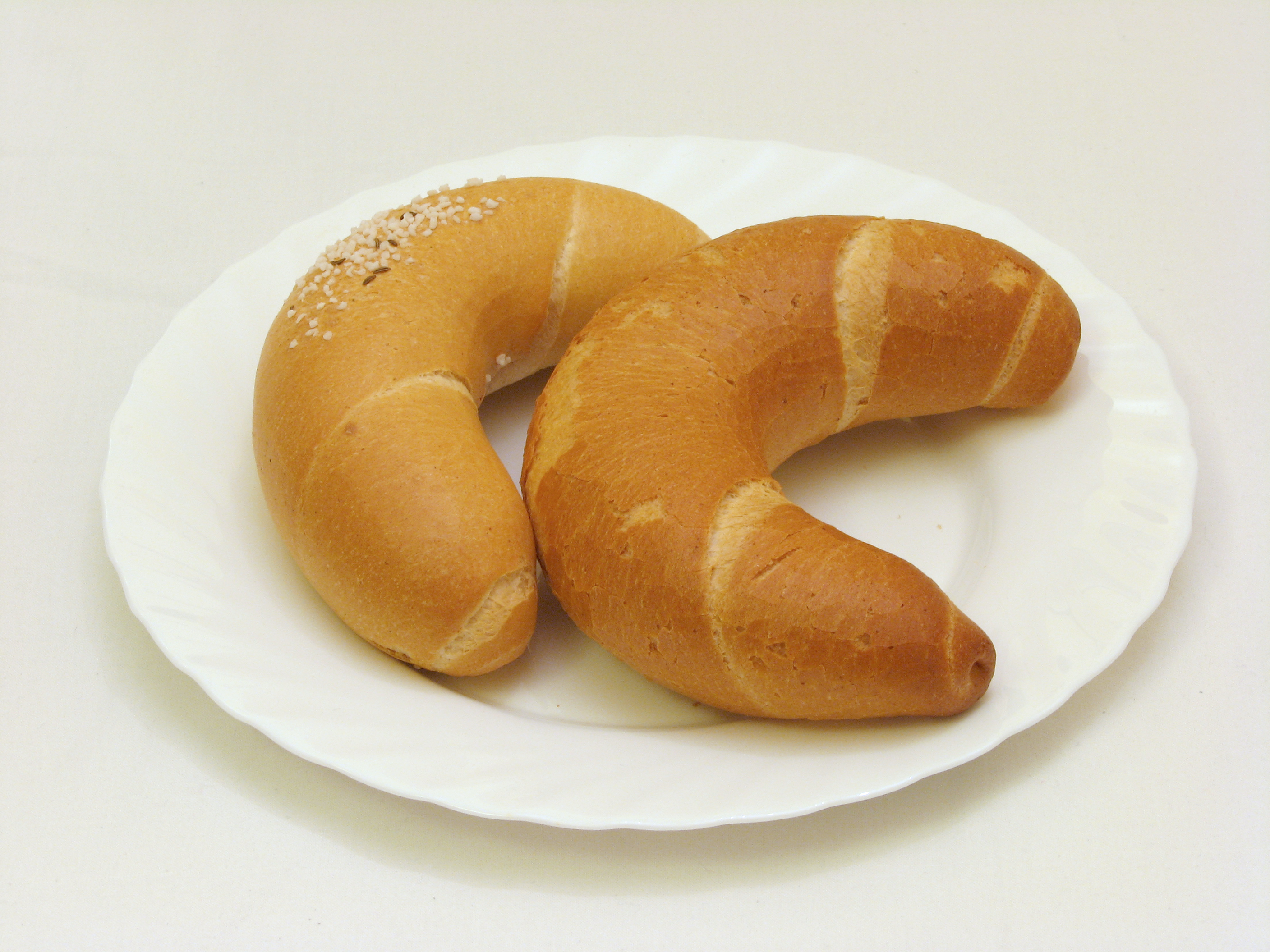
キフリ

- ポガーチャ (Pogača) ：スコーンに似た、丸く膨らんだペイストリー。トゥーロー、キャベツ、豚やガチョウの油かす入りのポガーチャもある。伝統的に直火焼きで作る。
- ジェムレ (Zsemle)：丸く小さいパン。ドイツ・オーストリアのゼンメル (Semmel) に類似。半分に切ってバターを塗り、薄切り冷肉をのせたりジャムを塗って食べる。朝食向け。
- ファーンク (Fánk) ：ジャム入りドーナツ
- キフリ (Kifli) ：三日月型のロールパン。ドイツ・オーストリアのキッフェルンに類似。写真参照
- ペレツ (Perec)：プレッツェル。塩味のカリッとしたペイストリー
- マーイガルシュカ (Májgaluska) ：小さなレバーのダンプリングで、様々なスープの浮き身とする。
- グリズガルシュカ (Grizgaluska) ：セモリナ粉のダンプリングを茹でたクネーデルの一種で、スープの浮き身に用いる。
- タルホニャ (Tarhonya) ：粒の大きいクスクス風のパスタ。副菜として供される
- リジビジ (Rizi-bizi) ：ハンガリー風リゾット。白いご飯をグリーンピースと混ぜ、副菜として供される。
- リバマーイリゾットー (Libamájrizottó)：フォアグラのリゾット
- ヴィネッタ (Vinetta) またはパドリジャーン・クレーム (padlizsán krém)：トランシルヴァニアのナスのペーストサラダ。焼きナスの皮をむき、みじん切りにして作る。
- ケレゼット (Körözött) またはリプタイ・トゥーロー (Liptai túró) ：リプタウアー。甘口のパプリカ粉末と玉ねぎを混ぜたチーズ・スプレッド。
- リバマーイパーシュテートム (Libamájpástétom)：フォアグラのパテ
- ブンダーシュ・ケニェール (Bundás kenyér)：「コートを着たパン」または「毛皮を着たパン」を意味するフレンチトーストで、朝食として、またホウレンソウと共に食べる。
- ケニェール (Kenyér)：パン。ハンガリーのパン屋では、その日の朝焼いた新鮮なパンを買うことができる。伝統的な形にはツィポー (cipó) とヴェクニ (Vekni) があり、ツィポーは大きく丸くて皮が堅く厚い。ヴェクニはバゲットに似た長い形のパンで、皮の厚さは様々で、ぱりぱりしている。
- マーコシュ・グバ (Mákos Guba)：スライスしたキフリと芥子の実で作るデザート

## 飲み物

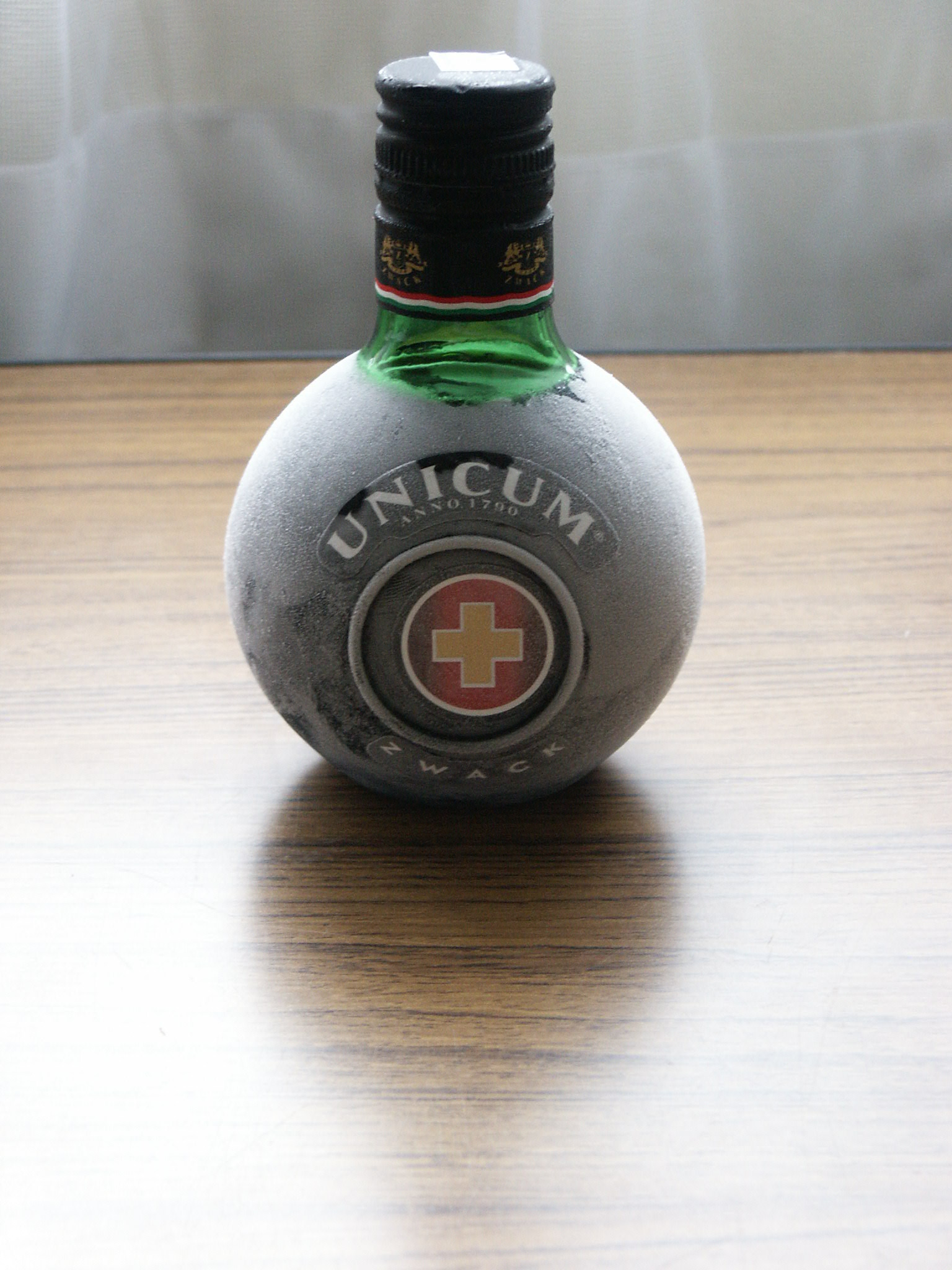
冷やしたウニクムの瓶

ハンガリーワインの歴史は、ローマ帝国の時代にさかのぼる。その歴史は、スラヴ人とゲルマン人の国の中間という位置に影響されている。最も有名なワインは、トカイの「トカイ」と呼ばれる白いデザートワインとバラニャ県ヴィラーニーの赤ワインである。「エゲルの雄牛の血」という意味のエグリ・ビカヴェールも有名で、その名の通り濃い血の色のような赤いワインである。アカスグリワインのようなハンガリーのフルーツワインは、軽く口当たりが良い味である。
ハンガリーワインほど有名ではないが、ハンガリービールにも長い伝統がある。ハンガリーの最も有名な酒は、薬草酒のビターズの一種ウニクムと、様々な果実のブランデー、パーリンカ（サボルチ・アルマパーリンカなど）である。
また注目に値するのは、ハンガリーのミネラルウォーターである。アペンタやケーックーティ (Kékkúti) など21銘柄があり、爽やかな風味でおいしく、そのいくつかはミラ (Mira) やトランシルヴァニアのボルセーキ (Borszéki) のように、健康に良いとされていることである。
トラウビまたはトラウビショダ (Traubisoda) は、バラトンヴィラーゴシュで生産されるソフトドリンクである。